# Saeid Afrooz
Saeid Afrooz (in persiano سعید افروز‎; Jiroft, 30 dicembre 1990) è un atleta paralimpico iraniano specializzato nel lancio del giavellotto e classificato F34.

## Biografia
Inizia a praticare l'atletica leggera nel 2017, dopo una breve esperienza con il sitting volley. Nel 2021 ha preso parte ai Giochi paralimpici di Tokyo, dove ha conquistato la medaglia d'oro e il nuovo record mondiale paralimpico nel lancio del giavellotto F34. Nel 2024 ottiene il medesimo risultato alle Paralimpiadi di Parigi.

## Record nazionali
- Lancio del giavellotto F34: 41,16 m  ( Parigi, 4 settembre 2024)

## Palmarès
| Anno | Manifestazione       | Sede   | Evento                     | Risultato | Prestazione | Note            |
| ---- | -------------------- | ------ | -------------------------- | --------- | ----------- | --------------- |
| 2021 | Giochi paralimpici   | Tokyo  | Lancio del giavellotto F34 | Oro       | 40,05 m     |                 |
| 2023 | Mondiali paralimpici | Parigi | Lancio del giavellotto F34 | Oro       | 40,27 m     | Record mondiale |
| 2024 | Mondiali paralimpici | Kōbe   | Lancio del giavellotto F34 | Oro       | 40,14 m     |                 |
| 2024 | Giochi paralimpici   | Parigi | Lancio del giavellotto F34 | Oro       | 41,16 m     |                 |